# Championnat de France féminin de beach-volley

## Palmarès
| Année | Champion               | Finaliste                | Troisième              |
| ----- | ---------------------- | ------------------------ | ---------------------- |
| 1994  | Prawerman-Feumi-Jantou | Lefebvre-Cendre          | Groc-Sobowiec          |
| 1995  | Cordier-Gilli          | Trinquier-Trojani        | Cordinier-Benacer      |
| 1996  | Cordinier-Filisetti    | Cachou-Magail            | Le Cerf-Debant         |
| 1997  | Tari-Salinas           | Berjonneau-Gros          | Jaouen-Liénard         |
| 1998  | Tari-Salinas           | Jaouen-Liénard           | Gros-Lefort            |
| 1999  | Rigaux-Prawerman       | Tari-Salinas             | Arjona-Riera           |
| 2000  | Syren-Luge             | Arjona-Riera             | Castelli-Reb C.        |
| 2001  | Arjona-Indremilla      | Syren-Luge               | Filisetti-Picard       |
| 2002  | Arjona-Kadjo           | Faure-Castelli           | Syren-Luge             |
| 2003  | Étienne-Giaoui         | Faure-Castelli           | Beauce-Giordano        |
| 2004  | Arjona-Kadjo           | Giaoui-Étienne           | Faure-Gemise Fareau    |
| 2005  | pas de championnat     | pas de championnat       | pas de championnat     |
| 2006  | Barrera-Hamzaoui       | Arjona-Kadjo             | Sarpaux-Faure          |
| 2007  | Castelli-Puig          | Barrera-Gemise Fareau    | Longuet-Giordano       |
| 2008  | Faure-Sarpaux          | Giaoui-Hamzaoui          | Giordano-Gemise Fareau |
| 2009  | Giaoui-Hamzaoui        | Giordano-Faure           | Longuet-Larche         |
| 2010  | Giordano-Faure         | Hamzaoui-Embry           | Devathaire-Laffourcade |
| 2011  | Benhamou-Giaoui        | Longuet-Hamzaoui         | Devathaire-Maau        |
| 2012  | Benhamou-Giaoui        | Giordano-Larche          | Cazalet-Mano           |
| 2013  | Giordano-Giaoui        | Cazaute-Chamereau        | Haragova-Formankova    |
| 2014  | Haragova-Formankova    | Giordano-Giaoui          | Bonacossi-Cazalet      |
| 2015  | Giaoui-Adelin          |                          |                        |
| 2016  | Haragova-Formankova    |                          |                        |
| 2017  | Haragova-Formankova    |                          |                        |
| 2018  | Longuet-Haragova       |                          |                        |
| 2019  | Longuet-Haragova       |                          |                        |
| 2020  | Richard-Placette       | Longuet-Lusson           |                        |
| 2021  | Richard-Placette       |                          |                        |
| 2022  | Vieira-Chamereau       |                          |                        |
| 2023  | Vieira-Chamereau       |                          |                        |
| 2024  | Duval-Pally            | Sobezalz-Guyot Polverini | Dupin-Lusson           |